# Cuarangueo
Cuarangueo är en ort i Mexiko.   Den ligger i kommunen Tiquicheo de Nicolás Romero och delstaten Michoacán de Ocampo, i den södra delen av landet, 190 km väster om huvudstaden Mexico City. Cuarangueo ligger 571 meter över havet och antalet invånare är 116.
Terrängen runt Cuarangueo är huvudsakligen kuperad, men åt nordväst är den bergig. Cuarangueo ligger nere i en dal. Runt Cuarangueo är det glesbefolkat, med 11 invånare per kvadratkilometer. Närmaste större samhälle är Purungueo, 13,4 km söder om Cuarangueo. I omgivningarna runt Cuarangueo växer huvudsakligen savannskog.